# 帕劳放送局
帕劳放送局（日语：パラオ放送局）是原社团法人日本放送协会（即现在的NHK）在当时的日本托管地南洋群岛帕劳设立的一个放送局。放送局位于帕劳科罗尔町（今帕劳科罗尔），1941年9月开始播音；1944年7月因美军空袭导致设备损坏，电台停播，同年8月正式关闭。
帕劳放送局呼号JRAK，使用6090kc、9565kc、11740kc的频率播音，发射功率10kW，节目以转播日本放送协会对国内广播节目为主（被称为“东亚中继放送”），也有部分自办节目，同时还负责向日本国外转播东京广播电台（即现在的日本国际广播电台）的节目。